# 蹄底潰瘍
蹄底潰瘍（ていていかいよう、英: sole ulcer）とは蹄底と蹄踵の接合部の軸側寄りの真皮に出血と角質の欠損が生じて開口部が形成され、二次感染により潰瘍を呈した状態。運動量が少なく体重の重い高泌乳牛での発生が多く、大部分は蹄葉炎に続発する。乳牛では分娩後1~2か月の時期に多発する。跛行の程度は種々。削蹄して蹄底の圧迫を取り除く。対側の健康な蹄にブロックを装着し、患蹄の負担を軽減する。